# کریستینا هاینیش
کریستینا هاینیش (آلمانی: Christina Heinich؛ زادهٔ ۸ ژوئیهٔ ۱۹۴۹) دونده سرعت زن اهل آلمان بود.